# پالمیره
پالمیره (به لهستانی:  Palmiry) یک روستا در لهستان است که در گمینا چوسنوو واقع شده‌است. پالمیره ۲۲۰ نفر جمعیت دارد.